# Johann Sapletta

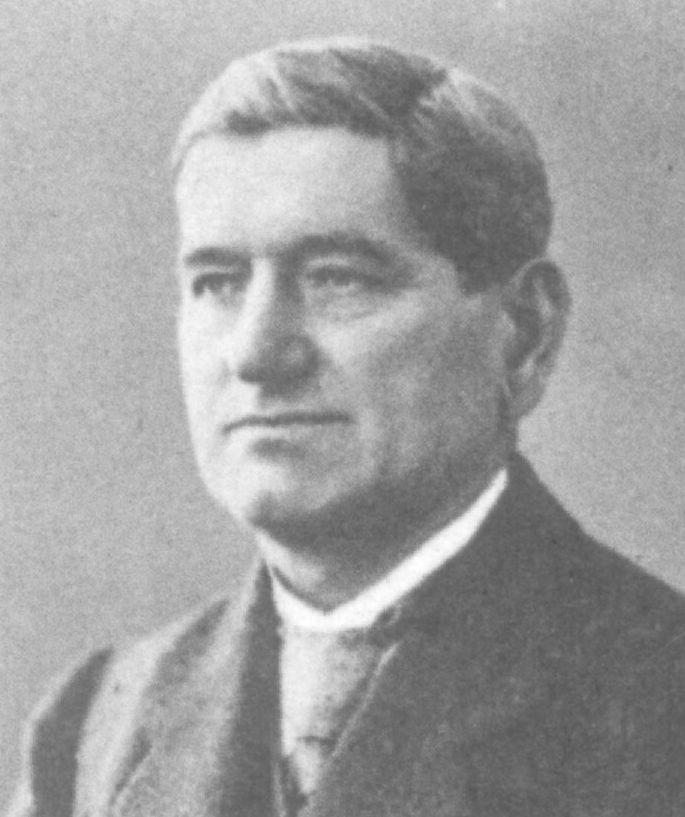
Johann Sapletta als Reichstagsabgeordneter 1912

Johann Sapletta (* 14. Dezember 1853 in Ratibor, Oberschlesien; † 1918) war Landwirt und Mitglied des Deutschen Reichstags.

## Leben
Sapletta besuchte die Elementarschule und die derselben angegliederte höhere Bürgerschule in den Jahren 1859 bis 1867 und wurde Landwirt. Er diente beim Schlesischen Trainbataillon Nr. 6 in den Jahren 1874/75. Seit Anfang 1889 war er Stadtverordneter und seit 1908 Stadtrat in Ratibor.
Von 1911 bis 1918 war er Mitglied des Deutschen Reichstags für den Wahlkreis Oppeln 8 (Ratibor) und die Deutsche Zentrumspartei.